# Parafia Matki Bożej Różańcowej w Brzegach Dolnych
Parafia Matki Bożej Różańcowej w Brzegach Dolnych − parafia rzymskokatolicka znajdująca się w archidiecezji przemyskiej, w dekanacie Ustrzyki Dolne.

## Historia
W 1532 roku wieś Berehy Dolne została lokowana na prawie wołoskim. Po 1784 roku podczas kolonizacji józefińskiej powstała kolonia niemiecka Siegenthal. W 1844 roku grekokatolicy zbudowali kolejną drewnianą cerkiew. W 1939 roku we wsi było 1530 mieszkańców (w tym: 1030 Ukraińców, 160 Polaków, 100 ukraińskich rzymsko-katolików, 20 Żydów, 220 Niemców). 
W 1944 roku tereny te zostały włączone do ZSRR. W 1951 roku na podstawie umowy o wymianie terytorium pomiędzy PRL i ZSRR, po sześciu latach tereny te wróciły do Polski. W 1951 roku cerkiew została przekazana Zarządowi Budownictwa Leśnego, na magazyn nawozów i materiałów budowlanych. W 1952 roku zmieniono nazwę wsi na Brzegi Dolne. 
W lipcu 1971 roku dekretem bpa Ignacego Tokarczuka została erygowana parafia pw. Matki Bożej Różańcowej, z wydzielonego terytorium parafii NMP Królowej Polski w Ustrzykach Dolnych. Początkowo siedzibą parafii była Łodyna, a na kościół parafialny zaadaptowano dawną cerkiew w Łodynie.
W 1973 roku została odzyskana cerkiew w Brzegach Dolnych, gdzie 1 marca 1975 roku została przeniesiona siedziba parafii.
Na terenie parafii jest 800 wiernych (w tym: Brzegi Dolne – 378, Dźwiniacz Dolny – 195, Łodyna – 257).
Proboszczowie parafii:
1971–1975. ks. Władysław Lasota.
1975–2008. ks. Józef Krupa.
2008–2010. ks. Robert Płachta.
2012–2022. ks. Adam Szozda.
2022– nadal ks. Marek Jurkiewicz.